# Кливз, Мэтин
Мэтин Ахмад Кливз (англ. Mateen Ahmad Cleaves; родился 7 сентября 1977, Флинт, штат Мичиган, США) — американский профессиональный баскетболист. Чемпион Национальной ассоциации студенческого спорта (NCAA) сезона 1999/2000 годов. Бронзовый призёр чемпионата мира 1998 года в Греции в составе национальной сборной США. В настоящее время является музыкальным менеджером и аналитиком телевизионной программы «Внутри студенческого баскетбола» на канале CBS Sports Network.

## Ранние годы
Мэтин Кливз родился 7 сентября 1977 года в городе Флинт (штат Мичиган), учился там же в Северной средней школе, в которой играл за местную баскетбольную команду. В 1996 году он принимал участие в игре McDonald’s All-American, в которой принимают участие лучшие выпускники школ США и Канады.

## Студенческая карьера
После окончания школы Кливз был завербован командой Мичиганского университета «Мичиган Вулверинс». Его поездка после вербовки в стан «Росомах» вызвала крупный скандал после того, как он, будучи пассажиром, попал в автомобильную аварию. В результате этого инцидента Мэтин отказался выступать за «Вулверинс» и перебрался в баскетбольную команду университета штата Мичиган, непримиримого соперника «Росомах», в которой три последних сезона был её капитаном.
Университет штата Мичиган он закончил в 2000 году, где в течение четырёх лет играл за студенческую команду «Мичиган Стэйт Спартанс», в которой провёл успешную карьеру под руководством Тома Иззо, набрав в итоге 1541 очко в 123-х играх (12,5 очка в среднем за игру) и сделав 256 подборов, 816 передач, 195 перехватов и 16 блок-шотов. При Кливзе «Спартанс» три раза выигрывали регулярный чемпионат (1998—2000) и два раза турнир конференции Big Ten (1999—2000), а также три раза выходили в плей-офф студенческого чемпионата США (1998—2000).
В 1999 году «Мичиган Стэйт Спартанс» вышли в финал четырёх турнира NCAA, где в полуфинале, 27 марта, проиграли команде Элтона Брэнда, Траджана Лэнгдона и Шейна Баттье «Дьюк Блю Девилз», со счётом 62—68, в котором Кливз стал вторым по результативности игроком своей команды, набрав 12 очков. В следующем году «Спартанцы» стали чемпионами Национальной ассоциации студенческого спорта (NCAA), а Мэтин Кливз был признан самым выдающимся игроком этого баскетбольного турнира. 25 марта «Спартанс» вышли в финал четырёх турнира NCAA (англ. Final Four), где сначала в полуфинале, 1 апреля, обыграли команду «Висконсин Бэджерс» со счётом 53—41, в котором Мэтин стал вторым по результативности игроком своей команды, набрав 11 очков, а затем в финальной игре, 3 апреля, обыграли команду Удониса Хаслема и Майка Миллера «Флорида Гейторс» со счётом 89—76, где Кливз стал третьим по результативности игроком своей команды, набрав 18 очков.
Кроме того Кливз два года подряд (1998—1999) признавался баскетболистом года среди студентов конференции Big Ten (в 1998 году стал единовластным обладателем награды, а в 1999 году разделил лавры вместе со Скуни Пенном), а также один раз включался в 1-ю всеамериканскую сборную NCAA (1999) и два раза — во 2-ю всеамериканскую сборную NCAA (1998, 2000). 3 февраля 2007 года свитер с номером 12, под которым Мэтин Кливз выступал за «Мичиган Стэйт Спартанс», был изъят из обращения и вывешен под сводами «Бреслин-центра», баскетбольной площадки, на которой «Спартанцы» проводят свои домашние матчи.

## Карьера в сборной США
В 1998 году Мэтин Кливз в качестве запасного игрока стал в составе сборной США бронзовым призёром чемпионата мира в Греции, которая в матче за третье место переиграла сборную хозяев турнира (84—61).

## Профессиональная карьера
Играл на позиции разыгрывающего защитника. 28 июня 2000 года был выбран в первом раунде на драфте НБА под общим 14-м номером командой «Детройт Пистонс», где отыграл свой дебютный сезон, который стал лучшим в НБА, набрав 422 очка за 78 игр (в среднем 5,4 за игру). В межсезонье, 7 сентября 2001 года, Мэтин Кливз был обменян на Джона Бэрри в клуб «Сакраменто Кингз», а также на выбор в первом раунде на драфте НБА 2003 года. В составе «Королей» отыграл два полных сезона, изредка выходя на площадку со скамейки запасных, в течение которых провёл всего 44 матча из 164 возможных. Баскетболисты «Кингз» в этих двух сезонах отлично проявили себя в играх плей-офф, дойдя до финала Западной конференции в 2002 году и полуфинала — в 2003 году, проиграв в упорной борьбе с одинаковым счётом 3—4 в серии командам «Лос-Анджелес Лейкерс» и «Даллас Маверикс» соответственно, однако Кливз в плей-офф участия не принимал.
В межсезонье в качестве свободного агента Мэтин подписал договор с командой «Бостон Селтикс», который был расторгнут ещё до начала следующего сезона. 29 марта 2004 года подписал 10-дневный контракт с «Кливленд Кавальерс», в течение которого провёл 4 игры, две из них в стартовом составе, набрав 15 очков, однако 6 апреля руководство «Кавальерс» отказалось от его услуг. 5 ноября 2004 года в качестве свободного агента Кливз подписал соглашение на один год с клубом «Сиэтл Суперсоникс», которое впоследствии было продлёно и на следующий сезон. В составе «Сверхзвуковых» он также изредка выходил на площадку со скамейки запасных, сыграв всего 41 игру из 164. В 2008 году пытался закрепиться в «Денвер Наггетс», выступая за команду в предсезонных играх, с которой подписал негарантированный контракт, но не смог пробиться в её основной состав, после чего ни одна из других команд НБА не была заинтересована в его услугах. Всего за карьеру в НБА сыграл 167 игр, в которых набрал 609 очков (в среднем 3,6 за игру), сделал 175 подборов, 310 передач, 67 перехватов и 5 блок-шотов.
Кроме того Мэтин Кливз выступал в лиге развития НБА (Д-лиге) за команды «Хантсвилл Флайт», «Фейетвилл Пэтриотс» и «Бейкерсфилд Джэм», а также успел поиграть в Европе, отыграв по одному сезону за российский «УНИКС» и греческий «Паниониос». Всего за карьеру в Д-лиге провёл 126 игр, в которых набрал 1885 очков (в среднем 15,0 за игру), сделал 470 подборов, 970 передач, 157 перехватов и 8 блок-шотов.

## Статистика в НБА
| Сезон                                                                                    | Команда    | Регулярный сезон | Регулярный сезон | Регулярный сезон | Регулярный сезон | Регулярный сезон | Регулярный сезон | Регулярный сезон | Регулярный сезон | Регулярный сезон | Регулярный сезон | Регулярный сезон | Серия плей-офф | Серия плей-офф | Серия плей-офф | Серия плей-офф | Серия плей-офф | Серия плей-офф | Серия плей-офф | Серия плей-офф | Серия плей-офф | Серия плей-офф | Серия плей-офф |
| Сезон                                                                                    | Команда    | GP               | GS               | MPG              | FG%              | 3P%              | FT%              | RPG              | APG              | SPG              | BPG              | PPG              | GP             | GS             | MPG            | FG%            | 3P%            | FT%            | RPG            | APG            | SPG            | BPG            | PPG            |
| ---------------------------------------------------------------------------------------- | ---------- | ---------------- | ---------------- | ---------------- | ---------------- | ---------------- | ---------------- | ---------------- | ---------------- | ---------------- | ---------------- | ---------------- | -------------- | -------------- | -------------- | -------------- | -------------- | -------------- | -------------- | -------------- | -------------- | -------------- | -------------- |
| 2000–01                                                                                  | Детройт    | 78               | 8                | 16,3             | 40,0             | 29,4             | 70,8             | 1,7              | 2,7              | 0,6              | 0,0              | 5,4              | Не участвовал  | Не участвовал  | Не участвовал  | Не участвовал  | Не участвовал  | Не участвовал  | Не участвовал  | Не участвовал  | Не участвовал  | Не участвовал  | Не участвовал  |
| 2001–02                                                                                  | Сакраменто | 32               | 0                | 4,8              | 44,1             | 25,0             | 88,9             | 0,3              | 0,8              | 0,2              | 0,0              | 2,2              | Не участвовал  | Не участвовал  | Не участвовал  | Не участвовал  | Не участвовал  | Не участвовал  | Не участвовал  | Не участвовал  | Не участвовал  | Не участвовал  | Не участвовал  |
| 2002–03                                                                                  | Сакраменто | 12               | 0                | 4,6              | 26,1             | 100,0            | 75,0             | 0,7              | 0,8              | 0,2              | 0,0              | 1,3              | Не участвовал  | Не участвовал  | Не участвовал  | Не участвовал  | Не участвовал  | Не участвовал  | Не участвовал  | Не участвовал  | Не участвовал  | Не участвовал  | Не участвовал  |
| 2003–04                                                                                  | Кливленд   | 4                | 2                | 23,0             | 30,4             | 0,0              | 50,0             | 1,8              | 4,8              | 1,0              | 0,5              | 3,8              | Не участвовал  | Не участвовал  | Не участвовал  | Не участвовал  | Не участвовал  | Не участвовал  | Не участвовал  | Не участвовал  | Не участвовал  | Не участвовал  | Не участвовал  |
| 2004–05                                                                                  | Сиэтл      | 14               | 0                | 4,6              | 35,7             | 0,0              | 75,0             | 0,4              | 0,5              | 0,1              | 0,0              | 0,9              | Не участвовал  | Не участвовал  | Не участвовал  | Не участвовал  | Не участвовал  | Не участвовал  | Не участвовал  | Не участвовал  | Не участвовал  | Не участвовал  | Не участвовал  |
| 2005–06                                                                                  | Сиэтл      | 27               | 0                | 8,5              | 35,2             | 25,0             | 79,2             | 0,5              | 1,6              | 0,1              | 0,1              | 2,7              | Не участвовал  | Не участвовал  | Не участвовал  | Не участвовал  | Не участвовал  | Не участвовал  | Не участвовал  | Не участвовал  | Не участвовал  | Не участвовал  | Не участвовал  |
|                                                                                          | Всего      | 167              | 10               | 11,2             | 38,9             | 26,7             | 72,8             | 1,0              | 1,9              | 0,4              | 0,0              | 3,6              | Не участвовал  | Не участвовал  | Не участвовал  | Не участвовал  | Не участвовал  | Не участвовал  | Не участвовал  | Не участвовал  | Не участвовал  | Не участвовал  | Не участвовал  |
| Наведите курсор мыши на аббревиатуры в заголовке таблицы, чтобы прочесть их расшифровку. |            |                  |                  |                  |                  |                  |                  |                  |                  |                  |                  |                  |                |                |                |                |                |                |                |                |                |                |                |

## Дальнейшая деятельность
14 марта 2010 года было объявлено, что Мэтин Кливз будет работать аналитиком команды «Детройт Пистонс» на региональном канале Fox Sports Detroit. Кроме того он является музыкальным менеджером рэпера Джона Коннора и владельцем студии звукозаписи «All Varsity Entertainment», где последний записывает свои песни. В настоящее время является аналитиком телевизионной программы «Внутри студенческого баскетбола» на канале CBS Sports Network.